# Santuario di Santa Maria in Campis
Il santuario di Santa Maria in Campis o Santa Maria in Campo,  è un luogo di culto cattolico e si trova a Villa di Serio, in provincia e diocesi di Bergamo, in località che originariamente era lontana dal centro abitato cittadino.
L'antico edificio era dedicata a santa Maria Nascente.

## Storia
Un piccolo edificio di culto era presente sul territorio di Villa di Serio nel Trecento citato in un atto notarile del notaio Bertolino Bolpelli del 21 luglio 1331. L'atto indicava la presenza di terreni posti in prossimità di una chiesa che veniva citata con il nome di santuario quindi già a devozione mariana. L'edificio portò alla formazione della congregazione dedicata alla Madonna che nel secolo successivo, verso il 1450, decise l'ampliamento dell'edificio. 
Nell'autunno del 1575 la chiesa fu visitata dall'arcivescovo di Milano san Carlo Borromeo. Dalla relazione si evince che aveva una lunghezza di 16 braccia e una larghezza di 21 e che la cappella dell'altare aveva la copertura con volta a botte completamente affrescata. Vi era inoltre già la torre campanaria, che risulta essere innalzata nel 1750. Le numerose offerte che pervenivano grazie alla devozione mariana furono destinate, nella seconda metà del Settecento, alla costruzione della nuova chiesa parrocchiale di Santo Stefano Protomartire.
Durante l'occupazione francese della fine del Settecento, e le relative restrizioni, furono soppresse tutte le confraternite dal viceré d'Italia Eugenio di Beauharnais e il piccolo oratorio fu messo all'asta per essere alienato per ben due volte, ma nessuna proposta di acquisto fu presentata. La chiesa parrocchiale fece quindi istanza di poterla utilizzare come chiesa sussidiaria e la richiesta fu favorevolmente accolta. Negli anni successivi fu collocato un nuovo concerto di campane, e fu ampliato il sagrato posto di fronte alla facciata, e posata la nuova pavimentazione in marmo dell'aula nel 1843. Il culto della Madonna portava molti fedeli e il piccolo edificio fu considerato inadatto. Fu quindi edificato il nuovo edificio dedicato alla Madonna del Buon Consiglio, ultimato nel 1904, e questo fu abbandonato. Solo nel 2001 fu oggetti di nuovo restauro con la pulitura e ripittura degli antichi affreschi.
La chiesa ristrutturata anche nelle sue decorazioni pittoriche, fu benedetta dal cardinale Silvano Piovanelli, arcivescovo emerito di Firenze, il 25 aprile 2009.

## Descrizione

### Esterno
L'antica chiesa è posta come proseguimento del santuario della Madonna del Buon Consiglio edificato solo nel XX secolo, a nord dell'abitato. Il nome medesimo la pone originariamente lontana dal centro di Villa di Serio, in località campestre. L'esterno è preceduto da un portico con sei colonne in pietra che reggono la copertura piana.

### Interno
L'interno a unica navata conserva gli affreschi quattrocenteschi originali. La navata è divisa in tre campate da archi a sesto acuto in cotto che reggono la copertura lignea a vista. Una finestra per lato è presente in ogni campata atta a illuminare l'aula. Il lato a est è privo di aperture e ospita la cappella dedicata alla Natività e a san Carlo Borromeo risalente all'anno della sua canonizzazione. La zona presbiteriale a pianta quadrata si presenta affrescata nella parte della volta a crociera. 
A fianco dell'altare maggiore vi è l'apertura che conduce all'antico sacello di piccole dimensioni a pianta tronco-conica con la volta a botte.